# Новый Шунгут
Но́вый Шу́нгут (чув. Ҫӗнӗ Шӗнтӗ) — деревня в Исаклинском районе Самарской области в составе сельского поселения Новое Якушкино.

## География
Находится на расстоянии примерно 15 километров по прямой на юг от районного центра села Исаклы.

## История
Основана в начале XIX века.

## Население
Постоянное население составляло 29 человек (русские 59%, чуваши 41%) в 2002 году, 19 в 2010 году. 